# 彼得·巴特里-富高尼

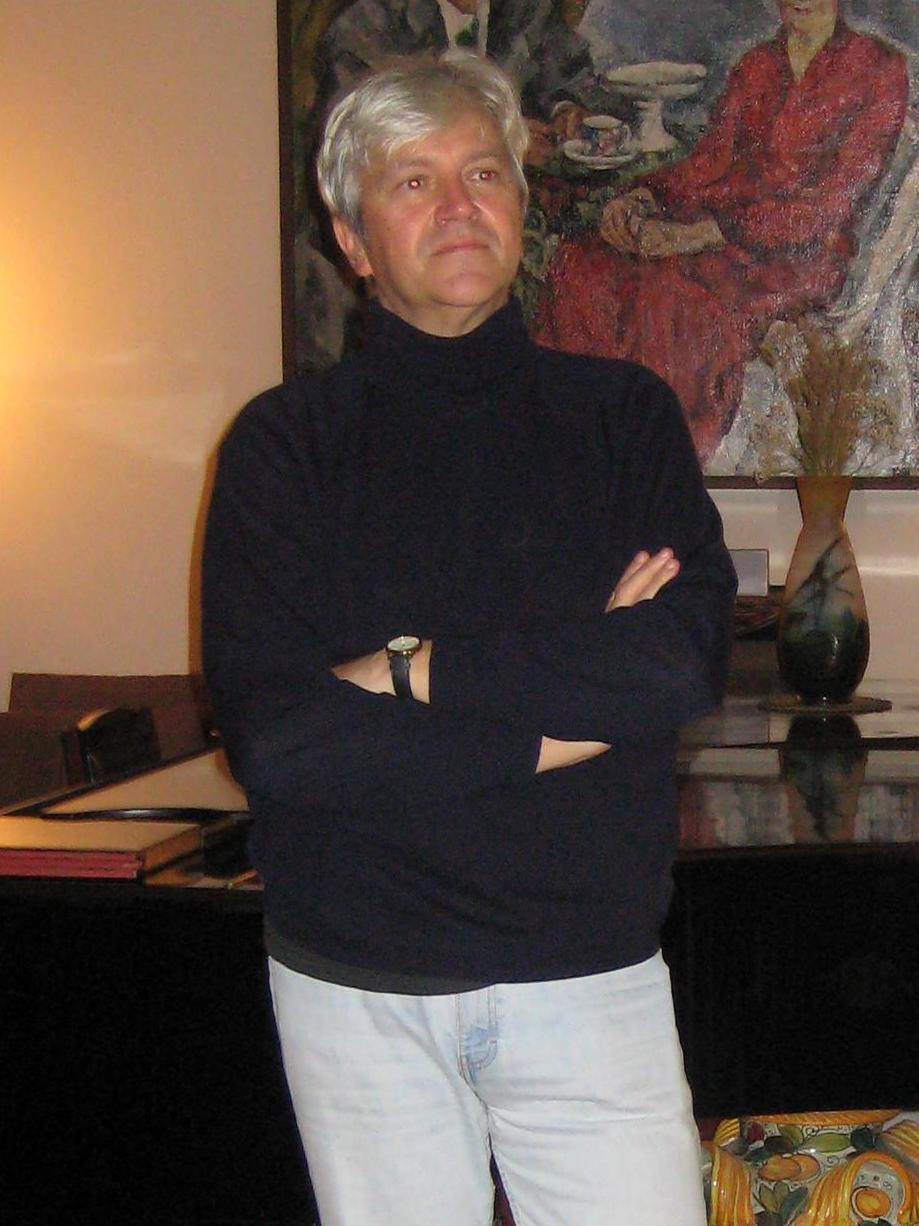
彼得·巴特里-富高尼，2009年

彼得·巴特里-富高尼（又名白富比）（英語：Peter Bradley-Fulgoni，1957年—），是一位意大利-英國鋼琴家。
於1970年代在英國菩賽爾音樂學院修讀，之後於皇家音樂學院取得鋼琴演奏的最高級，成功進入Chappell鋼琴比賽的決賽。彼得獲獎甚多，包括F Neglia國際鋼琴大賽，柴可夫斯基鋼琴大賽第三名，及巴塞羅那Maria Canals國際鋼琴大賽等等。
他曾於德國、法國、波蘭、烏克蘭、中國、馬來西亞等地舉行音樂會，曾於英國廣播公司BBC Radio 3演奏。他的專輯囊括不同的時期及風格, 從巴赫至布列兹, 從勃拉姆斯至拉赫玛尼諾夫 等, 獲得不少好評。其中拉赫玛尼諾夫第3钢琴协奏曲及貝多芬第5號鋼琴協奏曲最受歡迎。

## 資料來源
- BBC Piano Recital, 1985 & 1988, Foxglove Audio  0113.250.7282 (CD)
- Sound Techniques - Piano Maestros Series 1   5 060116571578 (DVD)
- Schumann Études Symphoniques, Kinderszenen, Kreisleriana,  Delphian Records  DCD34015 (CD)
- Brahms Sonata Op. 1, Variations on a theme by Paganini Op. 35, Four Pieces Op. 119,  Altamira Records (CD)
- Rachmaninov Piano Concerto No. 3 Opus 30, Foxglove Audio   FOX089 (CD)
- Beethoven Piano Concerto No. 5  Opus 73 "Emperor", Foxglove Audio   FOX090 (CD)
- PianOLYPHONY: Music of and around the 20th century, Foxglove Audio FOX091 (CD)

## 外部連結
- 彼得·巴特里-富高尼 - 官方網頁 （页面存档备份，存于）
- 彼得·巴特里-富高尼 - 傳記